# Paulo Marcos de Jesus Ribeiro
Paulo Marcos de Jesus Ribeiro, meglio conosciuto come Paulão (Salvador, 25 febbraio 1986), è un calciatore brasiliano, difensore del North-MG.

## Palmarès

### Club
- Campionato cinese: 2

Guangzhou Evergrande: 2011, 2012
- Supercoppa di Cina: 1

Guangzhou Evergrande: 2012
- Coppa della Cina: 1

Guangzhou Evergrande: 2012
- Campionato brasiliano: 1

Cruzeiro: 2013